# هفت‌جوش
هفت‌جوش، روستایی از توابع بخش مرکزی شهرستان بوشهر در استان بوشهر در ایران است.

## جمعیت
این روستا در دهستان انگالی قرار داشته و بر اساس سرشماری سال ۱۳۸۵ جمعیت آن ۲۵ نفر (۹ خانوار) بوده‌است.